# Cécile Manorohanta
Dans le nom malgache Manorohanta Cécile, le nom de famille précède le prénom, mais cet article utilise l’ordre habituel en français Cécile Manorohanta, où le prénom précède le nom.
Cécile Manorohanta est une femme d'État malgache. Elle est ministre de la Défense entre 2007 et 2009 puis vice-Première ministre chargée de l'Intérieur. Elle est ensuite Première ministre par intérim, en 2009 en plus d'être un enseignante-chercheure à l'université d'Antsiranana.

## Biographie

### Vie personnelle
Cécile Manorohanta est fille de militaire, son père a servi dans l'armée et elle est née dans un camp militaire ; elle a vécu avec une famille nombreuse de trois filles et trois garçons. Elle est originaire du Nord de Madagascar. Le général de division aérienne à la retraite et directeur du Central Intelligence Service (service de renseignement malgache) Jean Adolphe Dominique est son époux et ils ont deux filles. Le Premier ministre Christian Ntsay est son frère.

### Études et carrière professionnelle
En primaire, elle est inscrite au collège Notre-Dame, école des sœurs à Antsiranana. Puis, elle continue au collège d'enseignement général à Ambilobe. Elle fréquente le lycée mixte d'Antsiranana, connu depuis sous le nom de lycée Albert-Zafy. Elle est diplômée en licence et maîtrise à la faculté des lettres et des sciences humaines de l'université d'Antananarivo.
Même si elle souhaitant initialement devenir médecin, elle opte pour les études de lettres. Elle est docteure, habilitée à diriger des recherches, travaillant notamment sur « le langage des enfants ». Cécile Manorohanta a été éditée dans plusieurs publications internationales.
Elle a commencé à enseigner à l'école normale d'Antanimalandy (Mahajanga), puis à Mahamasina (Antananarivo). Elle a une devise : « C'est par le travail qu’on peut faire changer les choses ». Diplômée en linguistique, elle a obtenu son PhD à l'université de Montréal et a fait des études postes doctorales à l'université de Californie à Los Angeles, où elle a collaboré avec l'historien Edward L. Keenan (en).
Sa carrière professionnelle commence à Antsiranana : elle y est cheffe de département d'études françaises à la faculté des lettres et des sciences à partir 1996 ; deux ans plus tard, elle devient doyenne de cette faculté. En 2002, elle intègre le cercle d'experts de l'Agence universitaire de la francophonie, section océan Indien. En 2006, elle dirige l'antenne malgache des forums des femmes éducatrices africaines. Elle est ensuite présidente de l'université d'Antsiranana.
Professeure à l'université d'Antsiranana, elle en est élue présidente quatre fois, entamant son quatrième et dernier mandat de trois ans en 2016,.

### Carrière politique
Elle a occupé plusieurs postes au sein du gouvernement : de 2005 à 2006, elle est vice-ministre de l'Éducation nationale, avant d’être nommée ministre de la Défense le 27 octobre 2007 dans le gouvernement du Premier ministre Charles Rabemananjara. Elle est la première femme à accéder à ce poste dans son pays. Elle démissionne le 9 février 2009 de son propre chef, ne souhaitant plus être membre du gouvernement qui a participé aux violences, conséquences de la crise politique qui secoue le pays,,. Le vice-amiral Mamy Ranaivoniarivo la remplace le même jour.
Sous le régime de transition dirigé par le président Andry Rajoelina, Cécile Manorohanta est nommée à nouveau au gouvernement, en tant que vice-Première ministre, chargée de l'Intérieur, en date du 8 septembre 2009. Le 18 décembre de la même année, le président démet de ses fonctions le Premier ministre Eugène Mangalaza. Cécile Manorohanta exerce alors de façon intérimaire pendant 48 heures la fonction de Premier ministre,,, avant que le président ne nomme Albert-Camille Vital pour lui succéder,.

## Distinctions et récompenses
Elle est élevée au rang de commandeur de Légion d'honneur par l’ambassadeur de France Jean Marc Châtaigner le 23 juillet 2009.

## Polémiques
Dans la presse locale, depuis l'année 2021, sont publiées des allégations de détournement de fonds publics et de corruption passive,.